# 강연호
강연호(姜鍊鎬, 1962년~)는 대한민국의 시인이다. 대전에서 태어났다. 고려대학교 국문과 및 동대학원을 졸업했으며, 현재 원광대학교 인문대학 문예창작학과 정교수이다.

## 약력
1991년 《문예중앙》 신인문학상에 〈歲寒圖〉외 아홉 편이 당선되어 문단에 데뷔했다. 1995년 현대시 동인상을 수상했다.

## 저서

### 시집
- 《비단길》(세계사, 1994) ISBN 89-338-1042-0
- 《잘못 든 길이 지도를 만든다》(문학세계사, 1995) ISBN 89-7075-081-9
- 《세상의 모든 뿌리는 젖어 있다》(문학동네, 2001)
- 《기억의 못갖춘마디》(문예중앙, 2012)